# Béatrix de Gâvre
Pour les articles homonymes, voir Béatrix.
Béatrix de Gâvre ou Béatrix de Gavere, comtesse de Falkemberg, est l'épouse de Guy IX de Laval. Elle meurt en 1315. Ses armoiries étaient D'or au lion de gueules, à trois lions d'argent couronnés d'or.

## Biographie
Originaire des Flandres, elle est la fille unique de Rasse VIII de Gavre, seigneur de Gavre, d'Orcheghem, et de Morhem en Flandre. 
Elle est mariée en 1297 avec Guy IX de Laval.
La tradition indique qu'elle fit venir de son pays à partir de 1299 des ouvriers tisserands qui introduisirent ou perfectionnèrent le tissage des toiles de lin dans le comté de Laval. L'industrie de la toile de lin est probablement très ancienne, et faussement attribuée à cette tradition.
Le 2 mars 1315, son fils aîné Guy X de Laval épouse Béatrix de Bretagne, fille du duc Arthur II de Bretagne. Ils ont en mariage la seigneurie d'Hédé et 2 000 livres de rentes sur les revenus du Comté de Champagne. Béatrix de Gâvre décède peu après le mariage de son fils. Dame grandement pieuse, elle lègue des sommes considérables aux abbayes et hôpitaux de son pays natal, et est inhumée à l'Abbaye de Clermont.

### Le titre de Gavre
Le titre de sire de Gavre était réservé selon la coutume familiale à l'héritier présomptif du chef de la Maison de Laval. Béatrix de Gavre avait incorporé aux domaines de son époux un vaste territoire situé en Flandre, Gavre et ses dépendances. Cet héritage lui était venu grâce à une disposition de la coutume de Flandre, absolument contraire à ce qui était réglé par la coutume du Maine, et qui avait l'inconvénient de compromettre singulièrement les intérêts de la postérité des aînés. La transmission des héritages avait lieu sans admettre le droit de représentation. C'est ainsi qu'en 1300, lors du décès de Rasse VIII de Gavre, il se trouva que, par le prédécès de son fils unique, appelé Rasse, lui aussi, le défunt ne laissait qu'un seul héritier au premier degré. Béatrix dont les droits de fille vivante annulaient ceux de ses neveux, dont le père était mort et au nom duquel ils ne pouvaient pas intervenir à la succession par représentation. Béatrix devint donc dame de Gavre ; et à partir de 1300, la transmission de Gavre fut effectuée, comme celle du patrimoine des Laval, sans que le droit de représentation eût à intervenir.